# Кубок Андорры по футболу 1997
Кубок Андорры 1997 (кат. Copa d'Andorra 1997) — второй розыгрыш Кубка Андорры по футболу. Победителем турнира стал «Принсипат», выигравший в финале клуб «Сан-Жулиа» с разгромным счётом (7:0).

## Финал
| 1997      | \| Принсипат \| (7:0) \| Сан-Жулиа \| | неизвестно |
| Принсипат | (7:0)                                 | Сан-Жулиа  |

| Победитель Кубка Андорры 1997 |
| ----------------------------- |
| Принсипат Второй титул        |